# Parlamentet i São Tomé og Príncipe
Parlamentet i São Tomé og Príncipe hedder Assembleia Nacional (Nationalforsamlingen på dansk). Det består af et kammer og er det lovgivende organ i São Tomé og Príncipe.
Nationalforsamlingen vælges for en fireårig periode. Det kan opløses af landets præsident i tilfælde af en "alvorlig institutionel krise" med godkendelse af statsrådet, en rådgivende forsamling bestående af 12 medlemmer.
Nationalforsamlingen blev stiftet i 1975 som følge af vedtagelsen af São Tomé og Príncipes første forfatning ved uafhængigheden fra Portugal. Fra 1975 til 1990 fungerede forsamlingen som et gummistempel for etpartistyret ledet af Bevægelsen for São Tomé og Príncipes befrielse. Med forfatningsreformerne i 1990 blev landet et flerpartidemokrati, og de første frie valg blev afholdt i 1991 .

## Seneste valg til Nationalforsamlingen i 2018
| MLSTP-PSD: 23 mandater PCD-MDFM-UDD: 5 mandater MCISTP: 2 mandater ADI: 25 mandater |         |       |          |     |
| Parti                                                                               | Stemmer | %     | Mandater | +/− |
| Acção Democrática Independente                                                      | 32.805  | 41,81 | 25       | –8  |
| MLSTP-PSD                                                                           | 31.634  | 40,32 | 23       | +7  |
| PCD–MDFM–UDD                                                                        | 7.451   | 9,50  | 5        | –1  |
| MCISTP                                                                              | 1.659   | 2,11  | 2        | Ny  |
| Folkets Styrke Parti                                                                | 823     | 1,05  | 0        | Ny  |
| MSD–PVSTP                                                                           | 499     | 0,64  | 0        | 0   |
| Parti for Alle Saotomesere                                                          | 224     | 0,29  | 0        | Ny  |
| Ugyldige/blanke stemmer                                                             | 3.236   | –     | –        | –   |
| I alt                                                                               | 78,456  | 100   | 55       | 0   |
| Registrerede vælgere/stemmepct.                                                     | 97.274  | 80,65 | –        | –   |
| Kilde: CEN                                                                          |         |       |          |     |

## Tidligere valgresultater
| Politisk parti                                                                        | Valgår | Valgår | Valgår | Valgår | Valgår | Valgår | Valgår | Valgår |
| Politisk parti                                                                        | 1991   | 1994   | 1998   | 2002   | 2006   | 2010   | 2014   |        |
| ------------------------------------------------------------------------------------- | ------ | ------ | ------ | ------ | ------ | ------ | ------ | ------ |
| Movimento de Libertação de São Tomé e Príncipe – Partido Social Democrata (MLSTP-PSD) | 21     | 27     | 31     | 24     | 20     | 21     | 16     |        |
| Movimento Democrático das Forças da Mudança-Partido Liberal (MDFM-PL)                 | -      | -      | -      | 23     | 23     | 1      | 0      |        |
| Partido de Convergência Democrática-Grupo de Reflexão (PCD-GR)                        | 33     | 14     | 8      | 23     | 23     | 7      | 5      |        |
| Acção Democrática Independente (ADI)                                                  | -      | 14     | 16     | *      | 11     | 26     | 33     |        |
| Coligação Democrática da Oposição (CODO)                                              | 1      | -      | -      | -      | -      | -      | -      |        |
| Uê Kédadji (UK)                                                                       | -      | -      | -      | 8      | -      | -      | -      |        |
| Movimento Novo Rumo (MNR)                                                             | -      | -      | -      | -      | 1      | -      | -      |        |
| União dos Democratas para Cidadania e Desenvolvimento (UDCD)                          | -      | -      | -      | -      | -      | -      | 1      |        |
| i alt                                                                                 | 55     | 55     | 55     | 55     | 55     | 55     | 55     |        |

* Partiet Acção Democrática Independente (ADI) var medlem af Uê Kédadji-koalitionen ved valget i 2002.